# Comusia abbreviatella
Comusia abbreviatella är en skalbaggsart som beskrevs av Holzschuh 2006. Comusia abbreviatella ingår i släktet Comusia och familjen långhorningar. Inga underarter finns listade i Catalogue of Life.